# Grad Schwetzingen
Grad Schwetzingen je grad v kraju Schwetzingen v bližini Heidelberga v Nemčiji, ki je služil predvsem Pfalškemu volilnemu knezu Karlu Filipu in Karlu Teodorju kot poletna rezidenca. Znan je predvsem po obsežnem parku iz 18. stoletja. Vsako leto v gradu Festival Schwetzingen in vsako drugo leto Festival luči.

## Zgodovina
Grad Schwetzingen je bil prvič omenjen leta 1350 kot trdnjava. To je bil srednjeveški grad na vodi. Leta 1427 je prišel v posest volilnega kneza Ludvika III. V naslednjih letih je bil večkrat obnovljen in je služil kot lovska koča. Uničen je bil ob koncu tridesetletne vojne. Volilni knez Karl Ludvik je pustil grad Schwetzingen svoji ljubici Louise de Degenfeld v obnovo. Med obiskom avgusta 1656 je že odredil prebivalcem Schwetzingena odstraniti vso umazanijo, kamenje, les in "staro železo". V devetletni vojni je bil grad še enkrat uničen, ostali so samo osnovni zidovi.
Njegova sedanja oblika je bila rezultat naročila volilnega kneza Johanna Wilhelma, ki je vladal v Düsseldorfu. Delo je bilo izvedeno pod vodstvom grofa Matteo Albertija - graditelja gradu Bensberg in arhitekta Johanna Adama Breuniga iz Heidelberga in precej razširjen z dvema kriloma. Stavba je bila zgrajena in razvita v več fazah od leta 1697 dalje. Leta 1752 je bil razširjen park na takratnih 70 hektarjev. V istem letu je bilo odprto grajsko gledališče. Čeprav je bil grad uporaben, je volilni knez Karl Teodor leta 1778 svoj dvor prenesel iz Mannheima v München. V naslednjem obdobju so nadaljevali dela na parku.
Pod Karlom Teodorjem je bil Schwetzingen poletna rezidenca: dvor se je v toplejših mesecih iz gradu Mannheim preselil v Schwetzingen. Preprostost apartmajev kraljevega para in večja neformalnost vedenja, so bili izraz za navidezno preprosto, brezskrbno »življenje v državi«.
Pri umetniški dekoraciji gradu in parka so bili zaposleni skoraj vsi umetniki iz dvora v Mannheimu. To sta bila  Alessandro Galli da Bibiena in Peter Anton von Verschaffelt. Lorraine Nicolas de Pigage je bil upravnik vrtov in vodnjakov, kot tudi arhitekt v času Karla Teodorja. Pigage je razširil park z elementi različnih obdobij umetnosti. Dvorni vrtnar Johann Ludwig Petri je načrtoval glavni parter in okrogel francoski vrt. Prvi dvorni vrtnar van Wynder, je bil poklican iz Kassla.
Drugi vrtnar je bil Johann Wilhelm Sckell, ključni Pigagejev sodelavec. Njegov sin Friedrich Ludwig Sckell je bil imenovan leta 1804 v München, kjer je oblikoval angleški vrt. Prvi direktor je bil Johann Michael Baden Zeyher, ki je  v Schwetzingenu posadil španski bezeg (Syringa).
Grad je zdaj eden od narodnih spomenikov in del Staatliche Schlösser und Gärten Baden-Württemberg. Vrt je odprt za javnost proti vstopnini, grad in gledališče pa se lahko obišče z vodičem.

## Grad
Včasih je iz Heidelberga potekala ravna povezava od Königstuhla do Schwetzingena. Pot je bila nekoliko dvignjena nad pokrajino in je še vedno prepoznavna, a ne prehodna. Iz Königstuhla se je videlo do najvišjega vrha Pfalške, Kalmita.
Iz grajskega trga Schwetzingen se pride na glavno dvorišče. V dveh nekdanjih stražarnicah sta zdaj urejeni muzejska trgovina in kavarna. Dvorišče je obkroženo z gospodarskim poslopjem simetrično levo in desno. V centru, na zahodni strani, se nahaja Corps de Logis, stanovanjski del gradu.

### Notranjost
V dolgoletni obnovi v letih 1975-1991 je bil grad obnovljen in opremljen z avtentičnim pohištvom iz 18. stoletja. V prvem nadstropju (piano nobile) je muzejski del javnih prostorov, prebivališče volilnih knezov in stanovanjski del gradu iz časa Karla Teodorja.
Zlasti umetnostno-zgodovinsko je zanimiv del prostorov iz časa okoli 1803 preurejenih v stanovanje grofice Louise Caroline Höchberg v drugem nadstropju, in sicer zaradi odlično ohranjenih ročno tiskanih tapet (1804), delo Zuber & Cie, Rixheim (družabna soba z alpsko panoramo Vues de Suisse, spalnico in velikim kabinetom.

## Krožni zgradbi
Zirkelbauten ali krožni stavbi sta dvonadstropni, zaradi visokih oken imata neposreden dostop v park in sosednji grad objemata polkrožno. Severna polkrožna stavba je bila zgrajena v letih 1748/1749, delo Alessandro Galli da Bibbiena, južna leta 1753, delo Franza Wilhelma Rabaliattija. Krožni stavbi sta bili uporabljeni za dvorne družbe (kot jedilnica, za igre in koncerte, plese in podobno). Takšni dodatni reprezentativni prostori so bili ključnega pomena glede na utesnjenost starega stanovanjskega gradu. Danes se uporabljata za grajsko restavracijo, kavarno in gledališko vežo, kakor tudi za koncerte in razstave.

### Gledališče
Grajsko gledališče (pogosto napačno imenovano Rokokotheatre) v zgodnje klasičnem slogu je bilo odprto 15. junija 1753 z opero Il figlio delle selve ("Sin gozda"), odprl ga je Ignaz Holzbauer. Nastopali so pevci, instrumentalisti in skladatelji mednarodnega slovesa, vključno predstavniki šole iz Mannheima. Potem, ko je Karl Teodor prenesel svoje stalno prebivališče v München, je v Schwetzingnu zagotavljal le občasne predstave, kadar je bil tam na obisku. Tudi v obdobju Badna, je bilo gledališče redko uporabljeno. Je propadlo in nehalo delovati. V letih 1936/37 in 2002/03 je bilo gledališče popolnoma prenovljeno. Ograje na rahlo rastočih vrstah imajo obliko lire. Stebri so bogato okrašeni, vratni oboki so sestavljeni iz krivulj, ki poglabljajo učinek prostora.

### Uporaba za Visoko strokovno šolo Schwetzingen
V južnem krilu gradu je bila leta 1953 ustanovljena Fachhochschule Schwetzingen - Visoka strokovna šola. Zaradi obsežne obnove in prenove delovanja študija se je septembra 2009 preselila v Mannheim-Wohlgelegen.

## Park
Park gradu Schwetzingen je razdeljen na francoski ali baročni vrt in angleški podeželski vrt. V umetnostno-zgodovinskih razlagah vrta se razlikuje med Vrtom alegorij, tako da je del vrta, v katerem ni posebnih alegoričnih figur in Vrtom razuma. Vrt razuma vključuje Minervin tempelj, Merkurjev tempelj, mošejo, Apolonov tempelj, Botanični tempelj, rimski akvadukt in Arboretum, torej tisti deli na vrtu, kjer je razum praznoval v smislu razsvetljenske misli. Park gradu Schwetzingen je bil, z izjemo območja okoli kopališča, že v času volilnega kneza na voljo celotnemu prebivalstvu, takrat še brez vstopnine.

### Francoski park
Vzdolž glavne osi vrta leži na vzhodem obzorju Königstuhl v Odenwald in na zahodu gora Kalmit v Pfalškem gozdu.
Baročni vrt v francoskem slogu je strogo geometrijskih oblik. Glavni elementi so glavna os, prečna os in okrogel del. Sprednji del vrta sestavljata parter in Bosquet. Na grajski terasi so žare, ki predstavljajo štiri obdobja v zgodovini (zlata, srebra, ledena in železna). Poleg tega obstajata dve pozlačeni Atalanti, iz starejšega vrta. Posebnost francoskega vrta je krožna struktura v osrednjem delu okoli Arionovega vodnjaka, tako imenovan  Kreisparterre.
Osrednji Arionov vodnjak, delo Guibala, ima zgodbo iz antične mitologije: Arion (Arion iz Lesposa) je slavni pevec in pesnik.
Francoski vrt se zaključi s prikazom lova na jelena, delo Verschaffelta. Stoji v neposredni bližini skulpture štirih elementov.

### Angleški park
Jugozahodni in zahodni del vrta sta bila zasnovana kot angleški podeželski vrt. V nasprotju s francoskimi vrtnimi potmi in obrežji, so te tukaj rahlo ukrivljene. Nepravilne gozdne površine niso bile skoraj nič spremenjene.

### Arboretum
Arboretum je zbirka eksotičnih lesnatih rastlin. Mojster vrtnar Zeyher je ta vrt leta 1802 zasadil z eksotičnimi rastlinami iz celega sveta. Še posebej bogato so okrašena vrata Rabaliatti iz kovanega železa ter pozlačena. V istem prostoru je bila prej fazanerija.

### Jezero
V parku je tudi veliko jezero. Na tem mestu je bil prvotno zid bazena, ki je bil na predlog Zeyhersa leta 1823 podaljšan po naročilu Velikega vojvode Ludvika Badenskega in spremenjen v naravno oblikovano jezero. Dve Verschaffeltovi skulpturi (kopiji) na vzdolžni strani sta obrnjeni proti gradu: rečni bog Rena in Donave. Originale je mogoče videti v Oranžeriji.
Jezero in vse druge vode se polnijo iz dveh vodnih črpališč, iz potoka Leimbach. Te naprave je uporabljal že prvotni grad. Za fontane je bila uporabljena čista podtalnica. Te črpalke se nahajajo v severnem krilu gradu (zgornja vodarna z vodohranom teče v današnji davčni urad). Druga črpalna postaja z vodohranom, ki zagotavlja stalen pritisk, je na koncu parka skrita za akvadukt (spodnja vodarna).

### Zgradbe
V grajskem parku Schwetzingen se nahajajo številni kipi in nekatere stavbe. Stavbe kažejo filozofski in arhitekturni slog klasične antike in, v primeru kompleksa mošeje, o islamu in orientalski modrosti učenja. Nedavne raziskave so želele priznati prostozidarski program s krščanskimi idejami. Stavbe, poti, vrata in mostovi naj ne bi samo razdeliti park v posamezne prostore, ampak predstavljajo mnogo več. Samo za dostop v kompleks kopališča, majhne počitniške hiše z lastnim vrtom in »perspektive« je bilo včasih potrebno povabilo ali odredba volilnega kneza.

#### Merkurjev tempelj
- Merkurjev tempelj
- Merkurjev tempelj

V  Parties sauvages, v jugozahodnem delu podeželskega vrta je bil leta 1784 pripravljen načrt za »spomenik« nasproti mošeje. 1787/88 je Pigage, prvič leta 1791 ustvaril grajeno ruševino, posvečeno rimskemu bogu Merkurju. Temelj so veliki bloki peščenjaka kot ostanek starejšega predhodnika. Trinadstropni stolp Merkurjevega templja je iz tufa, šest kotnega tlorisa v glavnem nadstropju, z antičnim nadstropjem in lanterno na vrhu. Na Merkurju so reliefi v štuk marmorju na vhodih treh podobnih fasad.
Interpretacija parkovne ruševine je sporna: kot piše, je kot nalašč za premagovanje skrivnih naukov. To pisanje kaže, da ima tempelj obliko rimske grobnice. Trije reliefi prikazujejo izključno negativne epizode iz življenja Merkurja, in ga enači s starodavnim Hermesom Trismegistom, simbolom magije. Vraževerje je tako rekoč pokopano v templju. V zvezi s tem je treba opozoriti, da se gleda iz mošeje čez ribnik na tempelj Merkurja. Če človek razume mošejo kot simbol modrosti, to pomeni: »modrost mora umreti in praznoverja se ne bati«. Prostozidarji pa razlagajo skrite simbole kot sklicevanje na Salomonov tempelj in njegovega arhitekta Hiram Abiffa.
Tempelj Merkurja ima funkcijo razglednika, saj je iz zgornjega nadstropje lep pogled na jezero in mošejo.

#### Minervin tempelj
Rimska boginja Minerva je večkrat prikazana v grajskem parku. Simetrično k templju Minerve je bil načrtovan tempelj Kupida, ki pa ni bil nikoli izveden.
Tempelj je zasnoval Pigage in je bil končan leta 1769. Njegov tetrastil spredaj in korintski stebrni red spominja na starodaven rimski model, vstopni portik za Octavio. Edinstvena je inverzija razmerja stebrne dvorane in cele. Tempeljska cela se interpretira kot naravna nasprotnica odprtega prostora, v katerega se nadaljuje iz stebrišča.
Minerva, boginja modrosti, se pojavi pred zadnjo steno kot prenovljen kip Gabriela de Grupella. Prikazana je tudi na pedimentu, zlasti kot boginja vrtne umetnosti. Marmorne klopi v celi služijo obiskovalcem parka kot prostor za počitek, lahko pa so tudi kot namišljeno srečanje modrosti.
V tlorisu je tempelj pravokoten prostor, z nišami in okroglimi okenskimi odprtinami. Ta prostor je dostopen od zunaj in kaže značilnosti skrivnega kraja za sestanke. Vladal mu je Pan, kot kaže maska nad vrati. Minervin tempelj je spomenik razsvetljenega razuma in moči človeške civilizacije.

#### Apolonov tempelj
- Apolonov tempelj
- Apolon igra na liro
- Apolonov hrbet

Leta 1762 je bil na tej točki načrtovan razgledni stolp. Nicolas de Pigage je oblikoval visok, terasast tloris, na platformi odprt monopteros, krožni tempelj z dvanajstimi jonskimi stebri brez cele. Tempelj je posvečen grškemu bogu Apolonu. Kip Apolona je izdelal kipar Anton Verschaffelt. Kaže boga, ki je levičar in igra na liro, ki mu je umetnik namenil nekaj posmeha. V izmenjavi pisem med Gleimom, Wilhelmom Heinsejem in Johannesom von Müllerje pravi, čeprav stoji "tudi sveto" na hribu, "ima samo levičen bog v tem patetično ozadje."
Apolonov tempelj je usmerjen na dve strani: od vhoda proti zahodni strani se obiskovalec vzpenja skozi kamnit, temen in zmeden koridor v osvetljeno platformo s klasično monopteros emporo. S strani gledalca v vzhodnem Heckentheater je tempelj kot oder. Apolon se pojavi kot bog umetnosti in vodja muz na gori Helikon, kjer kopito Pegaza ustvari izvir Hipokrena, katerega voda se pretaka skozi Najade čez kaskade med ljudi.

#### Tempelj gozdne botanike
Tempelj gozdne botanike - Botanicae Silvestris - je zasnoval Pigage že leta 1777. Posvetitveni napis omenja datum 1778, toda gradnja je bila zaključena šele 1780. Kaže zaključek "Arboretum Theodoricum", zbirko dreves v tako imenovanem Wiesentälchen. Valjasta stavba brez podstavka je zunaj ometana v slogu hrastovega lubja. Stopnice, ki jih čuvata sfingi, pripeljejo do vhodnih vrat. V notranjosti je okrogla odprtina približno 20 cm v premeru v sredini tal do temnega oboka. Poslikave kažejo rast, zorenje in smrt narave. Štiri velike reliefne plošče kažejo simbole štirih letnih časov v povezavi z antičnimi trinožnikom. Naravni ritmi so v kombinaciji s sodobno znanostjo: portretnih medaljoni starih avtoritet Teofrasta in Plinija stojijo nasproti modernim naravoslovcem Josephu Pittonu de Tournefortu in Carlu Linnaeusu. Linnaeusova revolucionarna knjiga o rastlinski sistematiki zdaj manjka kot atribut kipu boginje Cerere v osrednji apsidi.

#### Kopališče
Pigage je zgradil kopališče kot majhno poletno hišo v slogu italijanske vile. V skladu z odredbo Karla Teodorja so v območje kopališča in zasebnega vrta lahko dostopali le s povabilom ali z dovoljenjem kneza. Tukaj je Karl Teodor živel kot zasebni državljan, ki živi in se prepušča svojim umetniškim nagnjenjem. Od Apolonovega območja se do kopališča pride skozi polkrožno v tlorisu eksedro. Prek obeh vhodov se pride v ovalno sobo z Auroro kot stropno poslikavo in štirimi Horami, pozlačenimi kipi, kar predstavlja središče grajske podobe. Iz ovalne dvorane proti zahodu in vzhodu vodi hodnik, s parketom z drobnimi intarzijami iz trdega lesa. Od tu se vstopi v spalnico volilnega kneza (jugozahodna stran z ločenim WC) in v kopalno sobo (severozahodna stran) z vdolbino z marmornim bazenom (okoli 1,2 m globok), z dvema klopema v eliptični niši. Cevi za vodo so oblikovane kot kronane kače. Na severovzhodni strani je kitajska soba, na južni strani pisalna soba s krajinskimi slikami Ferdinanda Kobella.
V kopališču se nahaja kotel za ogrevanje bazenske vode. Omeniti je treba, da se kopališče nahaja glede na glavni grad v enakem položaju kot njegov zgled, Grand Trianon v parku v Versaillesu.

#### Vodnjaki s pticami
- Sova s potolčenim fazanom
- Vodne ptice na ograji
- Vodnjak z vodnimi pticami

Zanimiv je tudi vodnjak ptic (vse iz železne pločevine). V osrednjem delu sedi, v položaju napad z razprtimi krili sova, ki drži fazana v svojih krempljih. Na vrhu zgornje letve sedi dvajset drugih ptic, ki pljuvajo vodo. Tema vodnjaka je Ezopova pravljica o srdu dobrih ptic nad zlo sovo. Figure so prinesli iz gradu La Malgrange, poljskega ex-kralja Stanislava I. Leszczynskega. Štiri kletke z živimi, pojočimi pticami povečajo iluzijo. Dva druga manjša objekta sta imenovana  Achathäuschen .

#### Perspektive
- Perspektiva v Laubengang
- Perspektiva v bližino
- Perspektiva od zunaj
- Pogled na polkrožno steno "perspektive" ali konec sveta, v grajskem vrtu Schwetzingen.
- Perspektiva ali konec sveta.

Te perspektive, popularno imenovane konec sveta, zaključujejo glavno osjo kopališkega vrta na severu. Na skrajnem koncu se lahko vidi reka s pokrajino. Je kopija stenskih slik Ferdinanda Kobella. S spretno uporabo svetlobe, se pojavi realna slika. S poigravanjem s prehodom za dostop in arhitekturnim okvirjem pred zidom se ustvarja močan globinski učinek.
Struktura Perspektiv (delo Pigageja): Na verandi (Treillage) je paviljon z dvema stranskima sobama. Osrednji prostor v paviljonu (s poslikavami in oblogo iz tufa) je zasnovan kot jama. Nasproti vhoda je odprtina v steni paviljona. V tej odprtini so železni trtni listi na katere kaplja voda s stropa jame v bazen. Za to odprtino je v neki razdalji polkrožna stena poslikana s krajino (v fresko tehniki). Krajina je osvetljena s sončno svetlobo in deluje zelo realistično.

#### Oranžerija
Od 16. stoletja dalje je nastala zbirka pomaranč in ostalih citrusov, kar je bilo tedaj v modi na evropskih dvorih. Da bi prezimile v hladni sezoni, so okrog rastline zgrajene stavbe. V poznem 17. in 18. stoletju, so hranili rastline v loncih v tako imenovanih Oranžerijah, v toplih mesecih pa so jih dali na prosto.
Na začetku 18. stoletja je potreba po pokritem prostoru za dvorne svečanosti v Schwetzingenu velika. Plantaža pomaranč z veliko dvorano zahodno od gradu je bilo treba popraviti. To je zagotovo naročil volilni knez Karl Filip, saj je njegov naslednik volilni knez Johann Wilhelm od leta 1716 pretežno prebival v Düsseldorf.
Zgrajena pod Karlom Teodorjem je Oranžerijo s svojimi poslikavami oblikovanih Nicolas de Pigage. Poslikave so zamenjale stene iz naravnega kamna in preproste opečne stene. Pred pritličjem je bil vrt zmanjšan v korist notranjega ozračja in usklajen s toplo južno stranjo. Na vogalih so kipi treh letnih časov, četrti manjka. V sredini so drevesa pomaranč in limon v zabojnikih na pravokotnem otoku.

#### Mošeja
- Rdeča mošeja v Turškem vrtu
- Sprehajalni hodnik z vogalnim paviljonom
- Kupola v notranjosti

V zadnjem (južnem) predelu leži turški vrt, kjer je Pigage v letih 1778 do 1785 zgradil Rdečo mošejo. Stavba nima liturgične funkcije ampak izključno estetski pomen. Ta mošeja je prva in največja zgradba svoje vrste v nemškem parku. Stavba zgrajena v poznem baroku je opremljena s številnimi orientalskimi elementi. Dvorišče se občasno uporablja za predstave na prostem. V 20. st. so jo občasno uporabljali tudi muslimani.
Pred mošejo je nekdanji knežji sadovnjak, drevesnica in grajska vrtnarija.

#### Rimski akvadukt
Poleti leta 1779 so na severnem robu vrta začeli izdelovati umetne ruševine. Vrata v obzidju navezana na stolp, spominjajo na rimski slavolok. V srednjem delu arkade je slap. Od tukaj so s treh strani ostanki akvadukta, na vzhodni veji stoji obelisk.
Pigage se je skliceval na svoje študije starin, ki jih je naredil med svojim potovanjem v Italijo leta 1767-1768. Kombinacijo obokov akvadukta je srečal na rimskem Porta Maggiore in vodnjaku Trevi (Acqua Vergine). Stolp brez kleti se zgleduje po srednjeveških obrambnih strukturah na rimskih mostovih. Modele je mogoče najti v Piranesijevih vedutah. Oznaka kot Rimska vodna utrdba se prvič pojavi leta 1828.

#### Palladijev most (tudiKitajski most)
Pogosto "kitajski" imenovan most na severozahodnem območju parka povezuje francoski in angleški del vrta. Model mostu se zgleduje pri renesančnem arhitektu Andrea Palladio. Most je dobil ljudski vzdevek Lügenbrücke, ker ko se pride na njegove nepravilne stopnice, se nekoliko omahuje stopiti.

### Zaščiteno območje
Že 8. avgusta 1952 je takratna deželna vlada Mannheima grajski park z imenom  Schwetzinger Schloßgarten und Umgebung zavarovala kot krajinski park. Območje s številko 2.26.013 obsega približno 190 hektarjev in vključuje zgodovinski park iz časa volilnega kneza, kot tudi zahodno predgorje in zgodovinsko lovsko kočo.

## Slavni obiskovalci gradu
Voltaire je prišel leta 1753 prvič do Schwetzingnu in je bil 14 dni gost prijatelja volilnega kneza. Poleti 1758 je Voltaire prišel na kratkoročno bivanje v Schwetzingen. 
Wolfgang Amadeus Mozart je 18 julija 1763, skupaj z očetom in sestro, koncertiral v gradu. 
Skladatelj Christoph Willibald Gluck je bil gost volilnega kneza leta 1774. 
Friedrich Schiller je v Schwetzingenu našel motiv za Aranjuez -Stimmungen za prvo dejanje Don Carlosa. 
Igralec Avgust Wilhelm Iffland je v dopisu z dne 26. nov 1779, opisal lov pri Schwetzingenu, ki je stal 50.000 guldnov. 
Cesar Jožef II. je leta 1781 obiskal Schwetzingen pod imenom grof Falkenstein.

## Svetovna dediščina
V septembru 1999 je Nemčija Schwetzingen predlagala na Unescov seznam kot potencialno svetovno dediščino.  Vloga je bila oddana v letu 2007. Vključeno je jedro območja gradu in park, trg pred gradom, palača Ysenburgsche in razgledna os Carl Theodor-in Lindenstrasse. Dodan je bil dodaten varovalni pas, ki je izbral druge še dele mesta. 
V juniju 2009 je bila prijava umaknjena zaradi negativnega glasovanja ICOMOS in znova in posledično spremenjena v naslednji jeseni. V januarju 2010 je bila vložena nova vloga. V marcu 2010 je zasedala Kultusthumbsterkonferenz in Schwetzingen znova dala na nemško Nothumberungsliste, tokrat za leto 2011. To je služilo kot osnova za ocenjevalno poročilo odločanja. Maja 2012 je ICOMOS spet priporočil dopolnitev, saj so bili mnenja, da je tovrstnih gradov že dovolj naseznamu (v Dessau, v Brühl ali v Potsdamu in Berlinu). Poseben položaj Schwetzingena ni bilo mogoče zaznati. Odbor za svetovno dediščino je končno odobril obravnavo vlogo Schwetzingena. Niso razkrili, da poskusijo znova ..

## Sklic
1. ↑  Schwetzingen: A Prince Elector's Summer Residence - garden design and Freemasonic allusions. Eintrag in der Tentativliste der UNESCO auf deren Website, abgerufen am 8. April 2014 (französisch)
2. ↑  Vorlage zur Gemeinderatssitzung vom 22. September 2009, abgerufen am 8. April 2014
3. ↑  Schwetzingen zunächst nicht Welterbe Arhivirano 2014-04-08 na Wayback Machine.. Pressemitteilung der Stadt Schwetzingen vom 29. Juni 2012, abgerufen am 8. April 2014
4. ↑  Johanna Eberhardt: Schwetzingen nimmt keinen neuen Anlauf. Stuttgarter Zeitung, 3. Juli 2012, abgerufen am 8. April 2014
5. ↑  Kein dritter Anlauf für Unseco-Welterbe-Titel in Schwetzingen Arhivirano 2014-12-24 na Wayback Machine.. xity, 2. Juli 2012, abgerufen am 8. April 2014

## Film
V Apolonovem gaju. Grajski park Schwetzingen. Dokumentarec, Nemčija, 2007, 28,20 min Scenarij in režija Christopher Paul, Produkcija: SWR, Row: zakladi države, Sinopsis za ARD